# 赵乾熙
赵乾熙（韓語：조건희，1997年4月1日—，游戏ID：BeryL），韩国《英雄联盟》电子竞技运动员，前DWG KIA成員，前DRX辅助选手，於2024年11月20日回歸前隊伍重新成為DWG KIA成員，英雄联盟2020赛季全球总决赛及英雄联盟2022赛季全球总决赛冠军成员。